# Berryessa/North San José
Berryessa/North San José is een station in de Amerikaanse stad San José (Californië). Het station is op 13 juni 2020 geopend als zuidelijkste eindpunt van het BART-net.